# Pete Aguilar

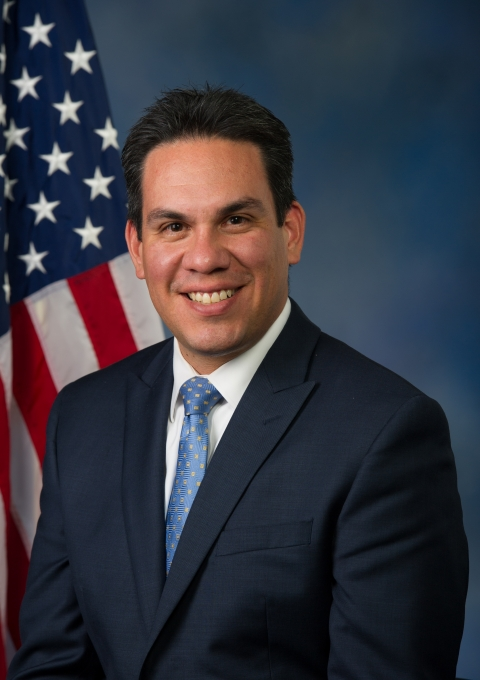
Pete Aguilar (2015)

Peter Rey „Pete“ Aguilar (* 19. Juni 1979 in Fontana, San Bernardino County, Kalifornien) ist ein US-amerikanischer Politiker der Demokratischen Partei. Von 2015 bis 2023 vertrat er den 31. Distrikt des Bundesstaats Kalifornien im US-Repräsentantenhaus, seit 2023 ist er Abgeordneter für den 33. Distrikt.

## Werdegang
Pete Aguilar studierte bis 2001 an der University of Redlands in Kalifornien politische und geschäftliche Verwaltung. Er schloss dieses Studium mit einem Bachelor of Science ab. Danach arbeitete er zunächst als privater Geschäftsmann.
Er lebt mit seiner Frau Alisha und den beiden gemeinsamen Söhnen in Redlands (Kalifornien).

## Politische Laufbahn

### Lokale und Regionale Ebene
Aguilar ist Mitglied der Demokratischen Partei. Im Jahr 2001 wurde er regionaler Direktor der staatlichen Behörde Inland Empire Office. Von 2006 bis 2014 gehörte er dem Stadtrat von Redlands im San Bernardino County an. Ab 2010 bis 2014 war er zudem Bürgermeister von Redlands.

### US-Repräsentantenhaus
Bei den  Kongresswahlen des Jahres 2014 wurde Aguilar im 31. Wahlbezirk von Kalifornien in das US-Repräsentantenhaus gewählt, wo er am 3. Januar 2015 die Nachfolge des Republikaners Gary Miller antrat, der nach 16 Jahren im Kongress nicht mehr kandidiert war. Er siegte mit 52 zu 48 Prozent der Stimmen gegen Paul Chabot und war damit neben Gwen Graham und Brad Ashford einer von nur drei Demokraten, die in diesem Jahr einen zuvor von den Republikanern gehaltenen Sitz errangen.
In der folgenden Wahl des Jahres 2016 setzte er sich erneut gegen den Vertreter der Republikanischen Partei, Paul Chabot, durch. Dieses Mal mit rund 56 % noch deutlicher. 2018 gewann Aguilar gegen den Republikaner Sean Flynn mit 58,7 % der Stimmen. Bei der Wahl 2020 gewann er gegen die Republikanerin Agnes Gibboney.
Die offene Primary (Vorwahl) für die Wahl 2022 am 17. Mai, nunmehr für den 33. Kongresswahlbezirk, gewann er mit 59 % der Stimmen klar. Er trat dadurch am 8. November 2022 gegen John Mark Porter von der Republikanischen Partei an und entschied diese Wahl mit 57,7 % der Stimmen klar für sich. Dadurch war er im Repräsentantenhaus des 118. Kongresses vertreten. In der Wahl 2024 zum 119. Kongress setzte er sich mit 58,8 Prozent gegen den Republikaner Tom Herman durch.

#### [veraltet]Ausschüsse
Aguilar ist aktuell Mitglied in folgenden Ausschüssen des Repräsentantenhauses:
- Committee on Appropriations
  - Defense
  - Transportation, Housing and Urban Development, and Related Agencies

Zuvor war Aguilar auch Mitglied im Committee on Armed Services, im Committee on Agriculture, im Committee on House Administration sowie im Select Committee to Investigate the January 6th Attack. Seit 2023 ist er der Vorsitzende der demokratischen Fraktion (House Democratic Caucus) im Repräsentantenhaus, sowie Mitglied in sieben weiteren Caucuses.